# Għadira
Għadira (ang. Għadira Nature Reserve, malt. ir-Riserva Naturali ta'l-Ghadira) – obszar chroniony położony na Malcie. w jednostce administracyjnej Mellieħa. Obejmuje słonawe jezioro i siedlisko słonych bagien. Ze względu na suchy klimat Malty, stałe obszary wód śródlądowych są rzadkością, co sprawia, że mokradła Għadira są niezwykle ważnym siedliskiem dla ptaków i innych dzikich zwierząt. Wiele z obserwowanych tutaj ptaków to ptaki migrujące, które zatrzymują się, aby odpocząć przed dalszą wędrówką.
W okresie od listopada do maja jest możliwość zwiedzania rezerwatu z przewodnikiem (wolontariusze z organizacji Bird Life Malta). Wstęp do rezerwatu jest bezpłatny.

## Ochrona przyrody
Funkcjonuje jako rezerwat przyrody (ang. Nature Reserve) pod opieką organizacji Bird Life Malta. Miejsce to zostało uznane za azyl dla ptaków (ang. bird sanctuary) w 1978 roku. Od 1988 roku, Għadira o powierzchni 112 ha ma status Ramsar site o numerze 410, w tym rezerwatu Biogenetycznego Rady Europy i śródziemnomorskiego obszaru chronionego, bez obszaru łowieckiego. Obejmuje słonowodny basen przybrzeżny (kiedyś używany do produkcji soli) o różnym poziomie wody i zasoleniu, otoczony wydmami. Jest także klasyfikowany jako Terrestrial Protected Area o powierzchni 0,11 km², specjalny obszar ochrony siedlisk o znaczeniu międzynarodowym (ang. Special Areas of Conservation - International Importance) o powierzchni 0,03 km², obszar specjalnej ochrony ptaków (ang.  Special Protection Area) o powierzchni 0,98 km².

## Flora i fauna
Tereny rezerwatu przyciągają migrujące ptaki brodzące, takie jak krwawodzioby, bekasy czy  czaple. Wzdłuż szlaków turystycznych można zauważyć rosnące pankracje nadmorskie, Limbarda crithmoides i zatrwiany. Wiosną do rezerwatu przylatują w celach lęgowych między innymi szczudłaki zwyczajne i sieweczki rzeczne. Zaobserwować można też na terenie rezerwatu kameleony. 
Występuje tu kilka rzadkich gatunków roślin odpornych na sól, a także różnorodne bezkręgowce, w tym endemiczne koniki polne i osy. Licznie występuje rzadka ryba karpieńczyk pręgowany (Aphianus fasciatus), zagrożona w innych częściach Malty.

## Galeria

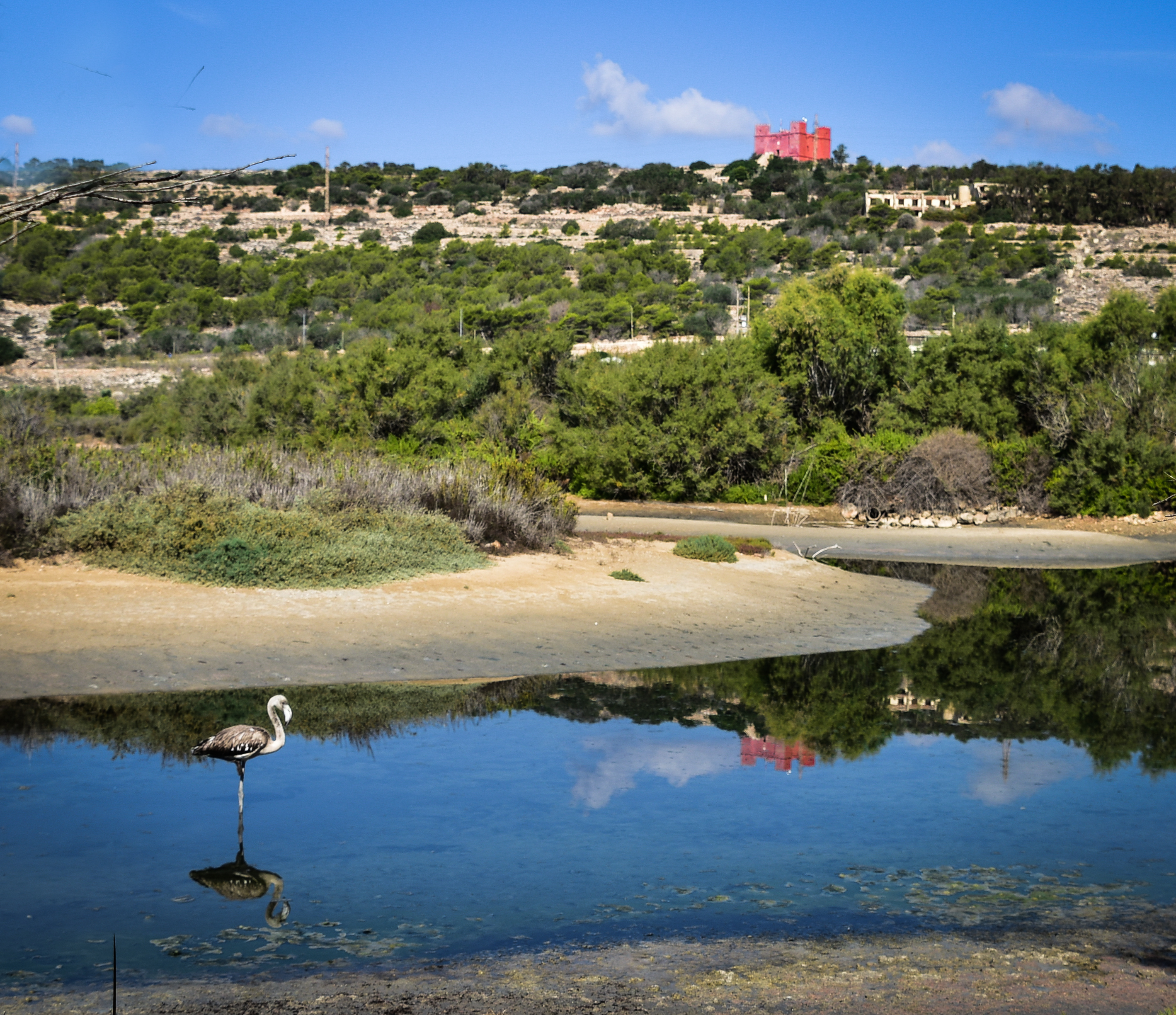
Widok na rezerwat
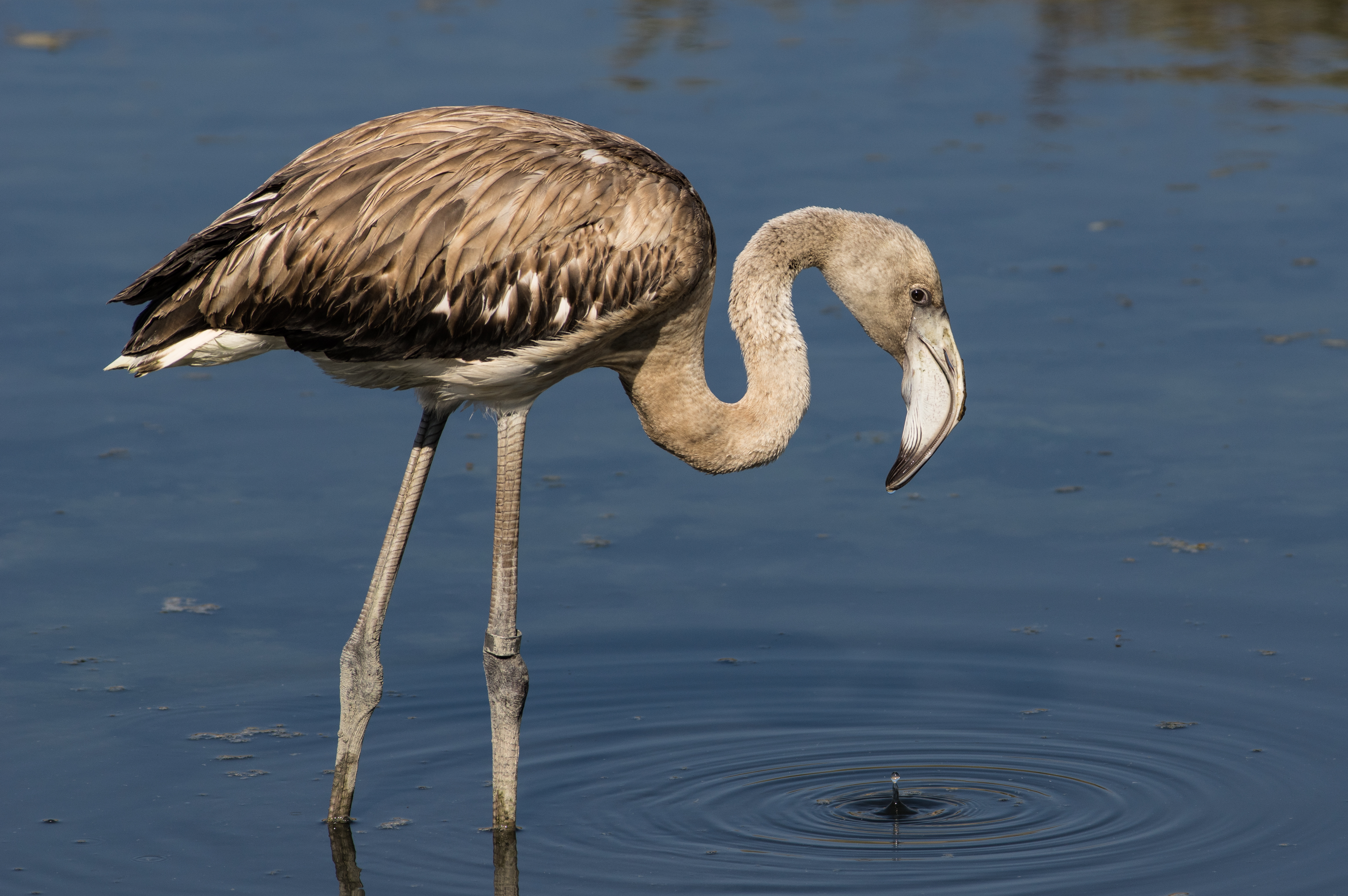
Młody flaming różowy
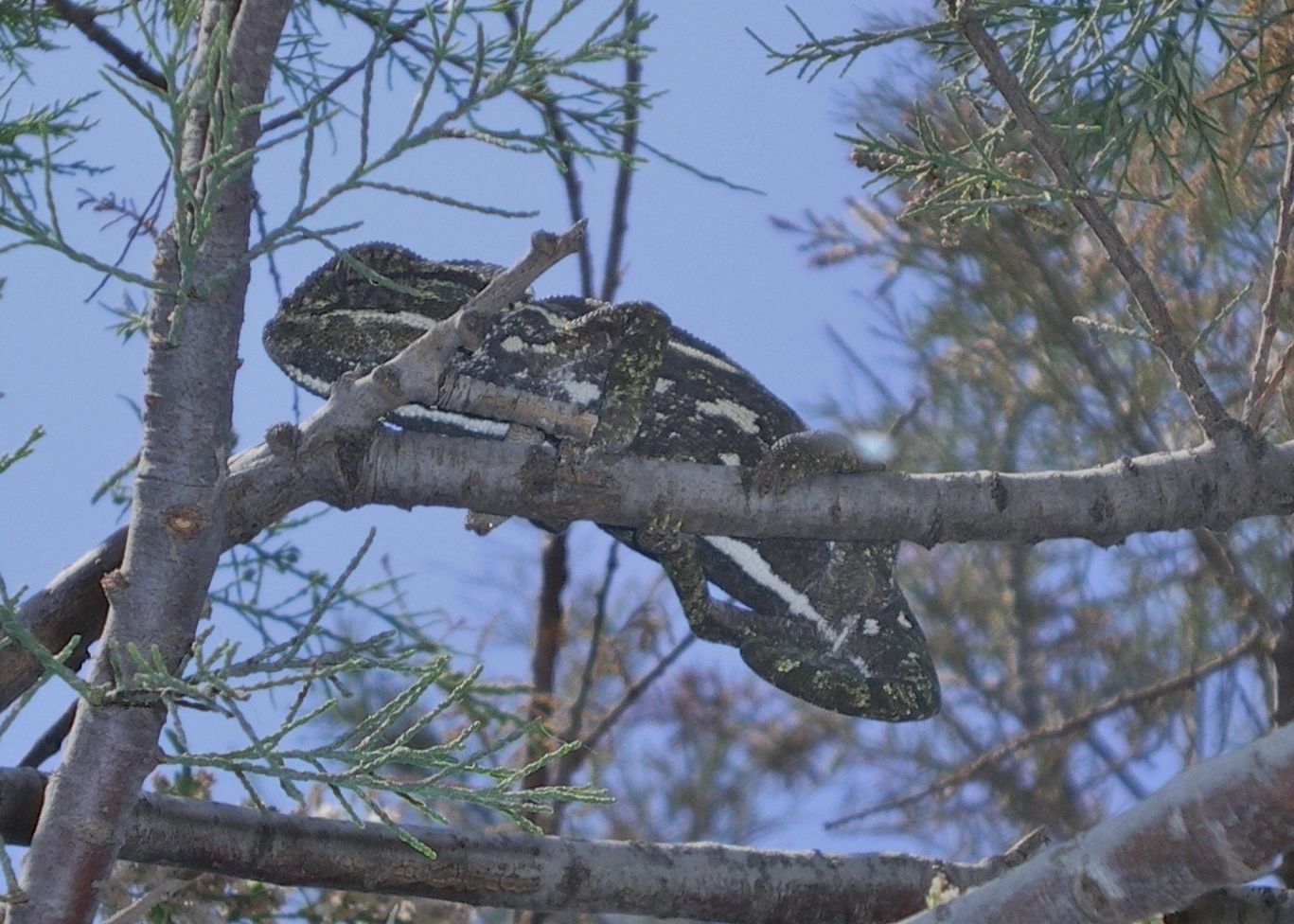
Kameleon pospolity

## Ciekawostki
Obok rezerwatu znajduje się zatoka i plaża Mellieha Bay.